# Краплеподібний щит

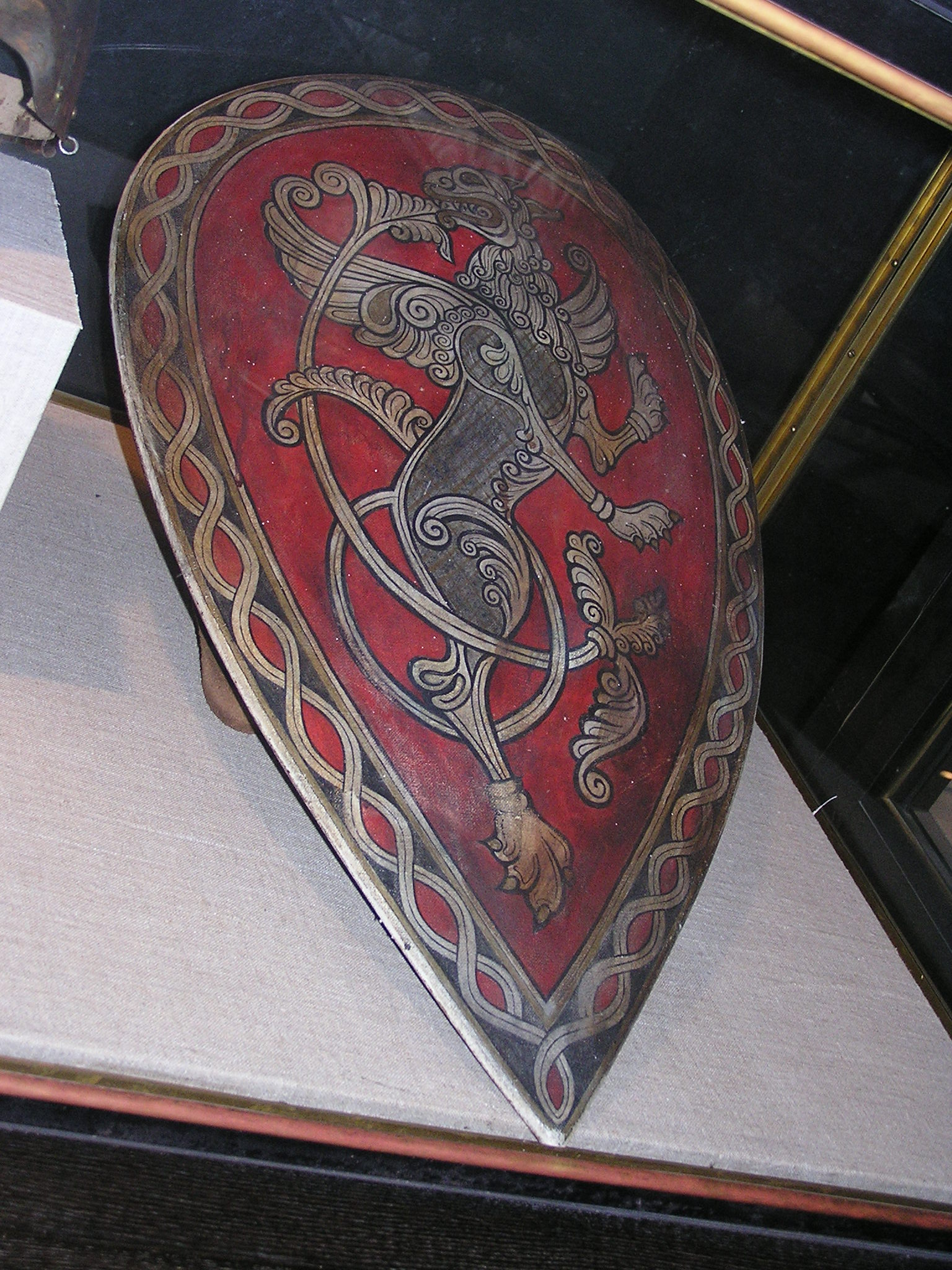
Краплеподібний щит. Музей історії, Санкт-Петербург

Краплеподібний щит, мигдалеподібний щит або франкійський щит (англ. kite shield) — різновид щита, що був у вжитку в Європі у X—XIV ст. Помилково його називають «норманським». Був поширений на Русі з X століття, багатьма вважається виключно «руським», навіть на малюнках давньоруських воїнів прийнято зображати саме з такими щитами. Не менш був популярний і у Західній Європі: на знаменитому гобелені з Байє можна побачити, що нормандські и англо-саксонські воїни у зображеній битві при Гастінгсі прикриваються краплеподібними щитами. Назву отримав за характерну форму — закруглений верх та загострений низ (у вигляді перевернутої краплі або плода мигдалю). Англійська назва «kite shield», судячи з усього, пов'язана з тим, що його обриси дещо нагадують традиційну форму повітряного змія, який в англійській мові зветься «kite».

## Історія
Згідно з однією із версій, щити краплеподібної форми уперше з'явилися у Франкській імперії, згідно з другою — у Візантії. Близько 1000 року були поширені по всій Європі. Існує хибна думка, що такі щити уперше стали використовувати скандинави (через що щити ще неправильно називають «норманськими»), а також те, що краплеподібні щити використовували виключно піхотинці. Насправді якраз поява щитів такої форми тісно пов'язана з поширенням кінноти: форма і розміри краплеподібного щита були ідеальні для вершника, захищаючи тіло від плеча до коліна. Переміщати такий щит у бою було не зовсім зручно, від вершника вимагалося вміти вправно управляти конем, щоб у потрібний момент захистити себе від удару. Піхотинці здебільшого й далі використовували круглі щити.
З удосконаленням лицарських обладунків щит зменшується у розмірах і у XIII столітті в Західній Європі поступово замінюється праскоподібним щитом. У Східній Європі виходить з ужитку в XIV столітті.

## Опис
Висота становила третину зросту воїна, але нерідко щит робили й на половину зросту. Відношення ширини до висоти зазвичай дорівнювало 1:2. Існували як пласкі, так й опуклі варіанти. Основу щита виготовляли з дерева, обтягували шкірою, по крайках робили окантовку з металу, вирізали отвір у верхній частині, який надалі затуляли умбоном. Іноді від окантовки до умбона проводили зміцнювальні металеві смуги. На звороті розташували шкіряні ремені, у які воїн протягував руку, а під умбоном розташовували рейку — руків'я щита. Водночас щит споряджали довгим ременем, який слугував для носіння його за спиною. Лицьовий бік щита міг бути розфарбований у різні кольори і вбраний узорами. На Русі віддавали перевагу червоному кольору: «…лисици брешутъ на чръленыя щиты… Русичи великая поля чрьлеными щиты прегородиша…», — говориться про щити в «Слові о полку Ігоревім».

## Галерея

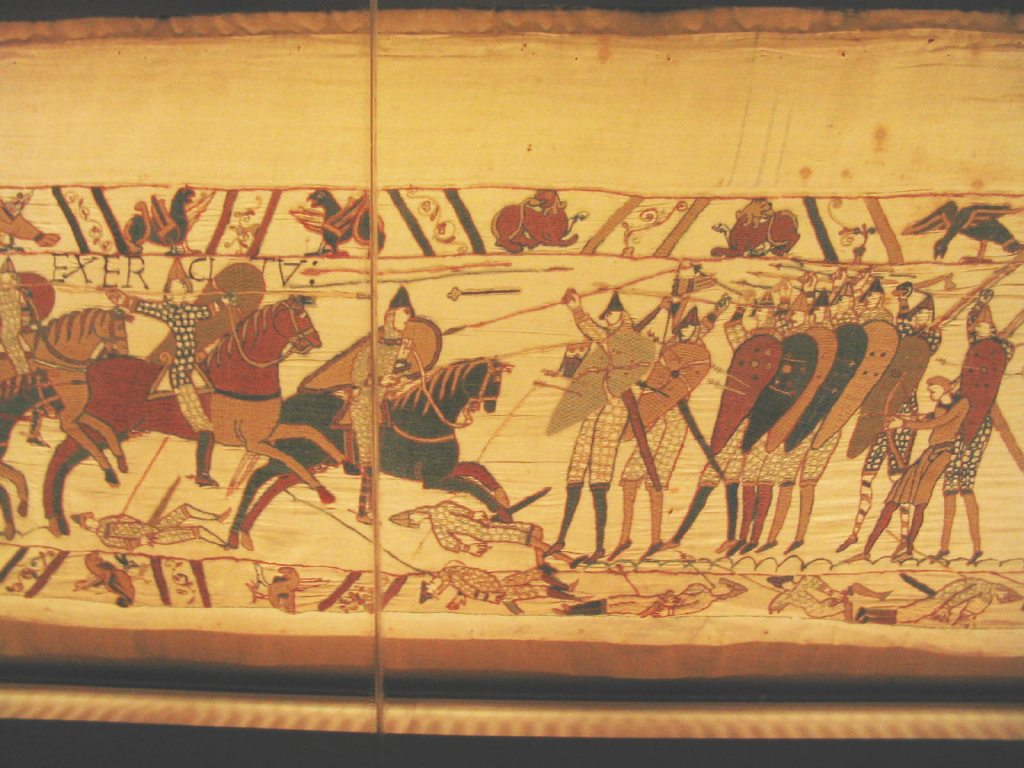
Гобелен з Байє
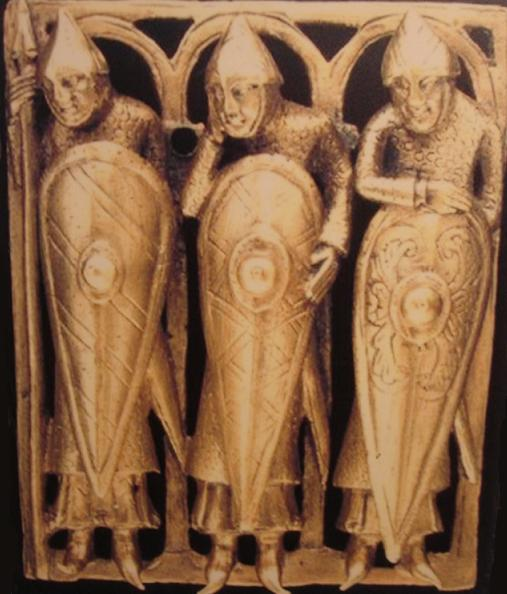
Фігури на дарохранильниці з Темпла (Лондон).
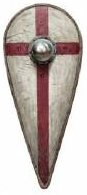
Краплеподібний щит з червоним хрестом
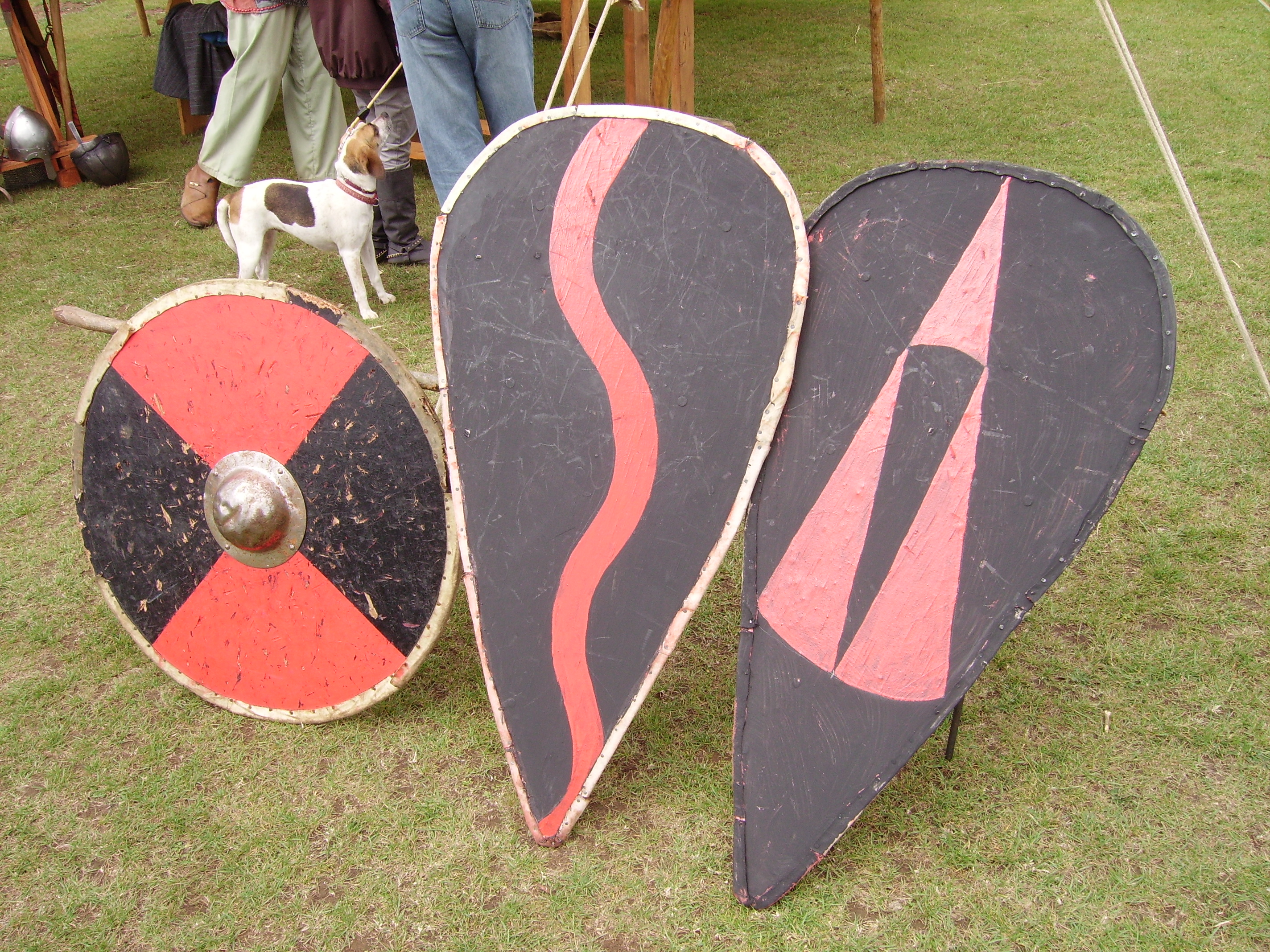
Сучасна реконструкція
Вигляд щита з лицьового та зворотного боку
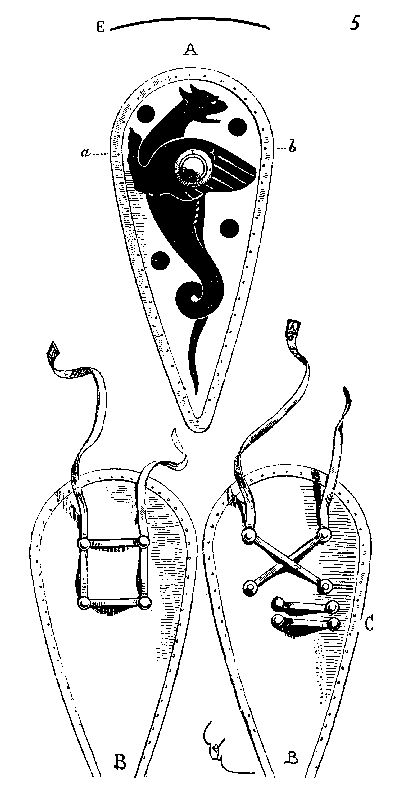
Варіанти кріплення руків'їв
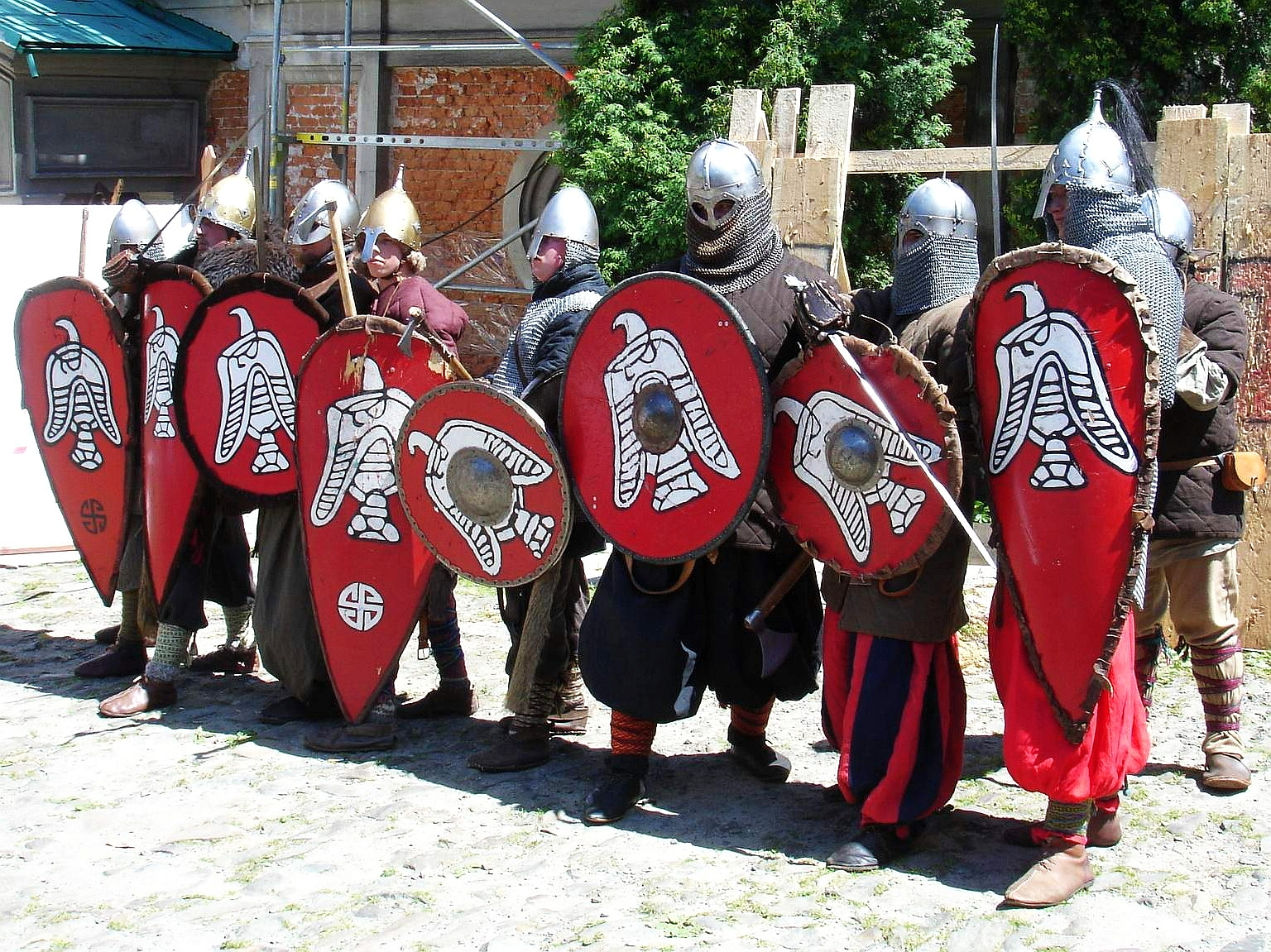
Найманці-вікінги з круглими та краплеподібними щитами. Сучасна реконструкція
Нарукавний знак ДШВ України у формі краплеподібного щита